# 安富才助
安富 才助（やすとみ さいすけ、天保10年（1839年） - 明治6年（1873年）5月28日）は、備中足守藩出身の新選組隊士。入隊後、伍長、諸士調兼監察を経て、勘定方を担った。大坪流馬術の遣い手で新選組の馬術師範も務めた。後、副長。陸軍奉行添役。諱は正儀。通称は、会津藩庁記録では才輔、土方歳三資料館所蔵の書簡には才介と記されている。

## 生涯
足守藩士で勘定方に勤めていた安富正之進（1852年没）の子として生まれる。
元治元年（1864年）10月頃に新選組に入隊。会計方後馬術師範となる。土方歳三の信頼は高かった模様である。
甲州勝沼の戦い以後は土方と別行動を取ったが、会津で合流する。会津では隊長の斎藤一に次ぐ副長役を務めている。その後土方と共に蝦夷地へ渡り、新選組と離れ、陸軍奉行並に就任した土方の直属の部下となった。箱館戦争で戦死した土方を看取ったとされ、土方家宛の手紙を書いて立川主税に託した。その後新政府軍に降伏した。
明治3年（1870年）に放免されたものの、元御陵衛士の阿部十郎に殺されたと伝わっていたが、近年故郷である足守（岡山市北区足守）の田上寺で、才助のものとみられる墓が発見されており、そこには明治6年（1873年）5月28日没と記されている。阿部が殺害したのは同じく勘定方の大谷勇雄であり、それが誤伝したものとみられている。足守藩の史料によれば、「新政府の命で足守に護送され、そのまま兄の元で謹慎生活を送った」とされる。護送後は帰農を命じられ、生涯にわたって帯刀は認められなかった。
なお、安富が立川に託した手紙は土方家に現存し、その手紙の中で、安富は「早き瀬に 力足らぬか 下り鮎」と、土方への追悼句を書き残している。ただし、この句を土方自身の句とする説もある。